# تپه خاط لر داشی
تپه خاط لر داشی مربوط به دوره اشکانیان - دوره ساسانیان - سدهٔ ۶ تا ۸ ه.ق است و در شهرستان شاهین دژ، بخش مرکزی، دهستان هولاسو، روستای هاچه سو واقع شده و این اثر در تاریخ ۷ اسفند ۱۳۸۵ با شمارهٔ ثبت ۱۷۷۱۱ به‌عنوان یکی از آثار ملی ایران به ثبت رسیده است.